# Ramphotyphlops waitii
Ramphotyphlops waitii este o specie de șerpi din genul Ramphotyphlops, familia Typhlopidae, descrisă de Boulenger 1895. Conform Catalogue of Life specia Ramphotyphlops waitii nu are subspecii cunoscute.